# Maziya Sports and Recreation Club
Il Maziya Sports and Recreation Club, meglio noto come Maziya o Maziya S&RC (in divehi: މާޒިޔާ ސްޕޯޓްސް އެންޑް ރިކްރިއޭޝަން ކްލަބް), è una società calcistica maldiviana con sede nella città di Malé.

## Storia
Il club è stato fondato nel 1996 ed è stato promosso nella massima serie maldiviana per la prima volta nel 2006.

## Organico

### Rosa 2020
Aggiornata al 6 febbraio 2020.
| N. |                    | Ruolo | Calciatore         |
| -- | ------------------ | ----- | ------------------ |
| 1  | Maldive (bandiera) | P     | Shareef Hussain    |
| 4  | Maldive (bandiera) | D     | Amdaan Ali         |
| 5  | Maldive (bandiera) | C     | Mohamed Irufaan    |
| 7  | Maldive (bandiera) | A     | Ibrahim Mahudhee   |
| 8  | Maldive (bandiera) | C     | Hussain Nihan      |
| 9  | Maldive (bandiera) | A     | Assadhulla Abdulla |
| 10 | Maldive (bandiera) | C     | Hamza Mohamed      |
| 11 | Maldive (bandiera) | D     | Naiz Hassan        |
| 13 | Maldive (bandiera) | D     | Mujuthaaz Mohamed  |
| 33 | Serbia (bandiera)  | P     | Nicola Vujanac     |
| 17 | Maldive (bandiera) | D     | Ali Samooh         |
| 22 | Maldive (bandiera) | D     | Hassan Shifaz      |
| 23 | Maldive (bandiera) | C     | Moosa Yaamin       |

| N. |                                      | Ruolo | Calciatore        |
| -- | ------------------------------------ | ----- | ----------------- |
| 25 | Serbia (bandiera)                    | D     | Petar Planić      |
| 31 | Maldive (bandiera)                   | D     | Aisam Ibrahim     |
| 39 | Saint Vincent e Grenadine (bandiera) | C     | Cornelius Stewart |
| 44 | Maldive (bandiera)                   | D     | Ahmed Abdulla     |
| -  | Maldive (bandiera)                   | A     | Mohamed Samir     |
| -  | Maldive (bandiera)                   | P     | Abdulla Zimam     |
| -  | Maldive (bandiera)                   | C     | Abdulla Junaid    |

## Palmarès

### Competizioni nazionali
- Dhivehi Premier League: 5

2016, 2019-2020, 2020-2021, 2022, 2023
- Dhivehi League: 2

2015, 2016
- Coppa delle Maldive: 3

2012, 2014, 2022

### Altri piazzamenti
- Dhivehi Premier League:

Terzo posto: 2017
- Coppa delle Maldive:

Semifinalista: 2017